# Frederik IV của Đan Mạch
Frederik IV của Đan Mạch ( tiếng Đan Mạch: Frederik ; 11 tháng 10 năm 1671 – 12 tháng 10 năm 1730) là vua của Đan Mạch và Na Uy từ năm 1699 cho đến khi qua đời. Ông là con trai của Christian V của Đan Mạch-Na Uy và Charlotte Amalie xứ Hessen-Kassel.

## Cuộc đời

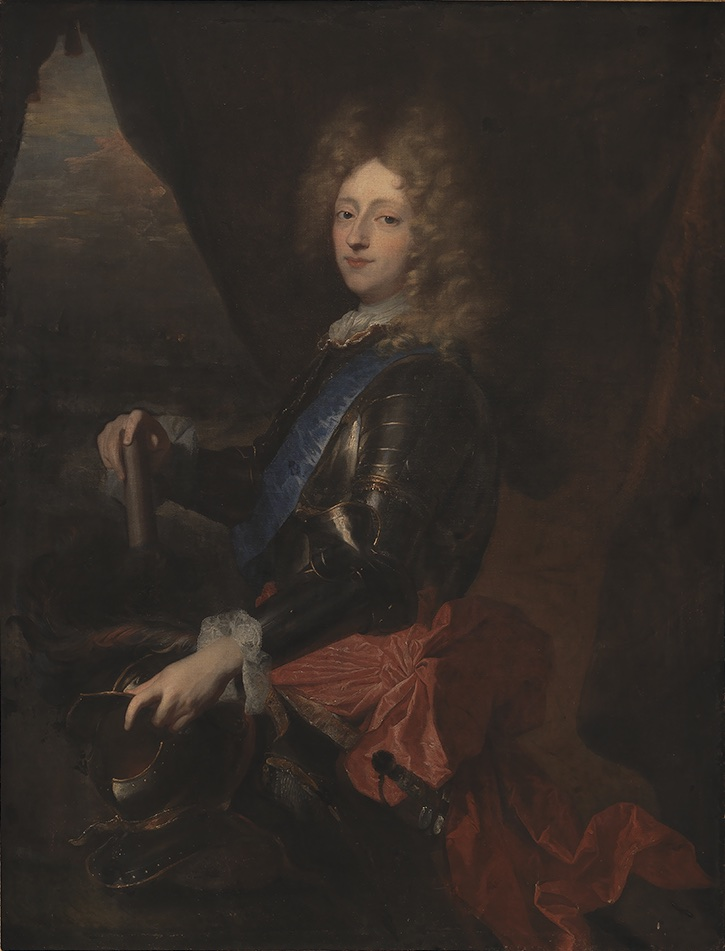
Friedrich với tư cách Thái tử, tranh của Hyacinthe Rigaud, 1693